# 岳炳忠
岳炳忠（1923年5月—），男，直隶（今河北）沧县人，中国教育家，曾任天津师范大学副校长，第五、六、七、八届全国政协委员、